# Отрочок
Отрочок (словац. Otročok) — село, громада в окрузі Ревуца, Банськобистрицький край, Словаччина. Населення — 320 осіб (за оцінкою на 31 грудня 2017 р.). 
Вперше згадується в 1274 році.

## Географія
Водойма — річка Мурань.
Найвища точка — гора Чістіна (словац. Čístina, 310 м), на захід від села.

## Транспорт
Автошлях 532 (Cesty II. triedy).

## Населення
| Рік:            | 1994. | 2004.    | 2014.   | 2024.   |
| --------------- | ----- | -------- | ------- | ------- |
| Кількість осіб: | 245   | 301      | 319     | 320     |
| Різниця:        |       | +22,85 % | +5,98 % | +0,31 % |

| Рік:            | 2023. | 2024.   |
| --------------- | ----- | ------- |
| Кількість осіб: | 326   | 320     |
| Різниця:        |       | -1,84 % |